# Schizothorax oconnori
Schizothorax oconnori är en fiskart som beskrevs av Lloyd, 1908. Schizothorax oconnori ingår i släktet Schizothorax och familjen karpfiskar. IUCN kategoriserar arten globalt som livskraftig. Inga underarter finns listade i Catalogue of Life.